# سوگیری خوش‌بینی
سوگیری خوش‌بینی (انگلیسی: Optimism bias) یک نوع سوگیری شناختی است که در آن فرد خود را در مقایسه با دیگران کمتر در معرض خطر می‌بیند. چهار عامل در این سوگیری دخیل هستند: حالت مطلوب نهایی فرد، مکانیزم‌های شناختی، اطلاعات در مورد خود در مقابل دیگران و شرایط روحی به طورکلی. این سوگیری باعث می‌شود افراد خود را کمتر در معرض جرایم ببینند و افراد سیگاری بر این باورند که آنها از سایر سیگاری‌ها شانس کمتری در برابر سرطان ریه دارند. یا معامله گران که فکر می‌کنند آنها کمتر در معرض ضرر و زیان در بازار هستند. کانمن و ریپ در تحقیقاتی که در سال ۱۹۹۷ انجام دادند، نشان دادند ۸۰ درصد افراد احتمال تصادف خودشان را کمتر از میانگین واقعی رانندگان می‌دانند. در سال ۱۹۹۳ امری و بیکر سراغ زوج‌های جوان آمریکایی رفتند و مطالعات آنان نشان داد که با وجود احتمال واقعی ۵۰ درصدی طلاق برای هر ازدواج در جامعه آمریکا، اکثر زوج‌های جوان احتمال طلاق در ازدواج خود را صفر ارزیابی می‌کردند.